# Peter Janssen
Peter Janssen, genannt der Jüngere (* 29. März 1906 in Bonn; † 18. März 1979 in Berlin), vollständiger Taufname Peter Tamme Weyert, war ein deutscher Maler. Er war Mitglied des Jungen Rheinlands, der Rheinischen Sezession, der Neuen Rheinischen Sezession, der Rheingruppe, des Deutschen Künstlerbundes und der Neuen Gruppe in München, des Weiteren 1945 Mitbegründer der Galerie von Hella Nebelung.

## Leben
Janssen war Enkel des Düsseldorfer Akademiedirektors Peter Janssen d. Ä. und ältester Sohn des Urologen Peter Janssen. Seine Mutter war Martha (* 1874), eine Tochter des Düsseldorfer Bankiers Moritz Leiffmann. Kurz nach seiner Geburt zog die Familie von Bonn nach Düsseldorf, wo seine Geschwister Inge-Ruth (1908) und Claus (1912) geboren wurden.
Nach dem Besuch der Hindenburgschule (heute Humboldt-Gymnasium) in Düsseldorf und dem Evangelischen Pädagogium in Godesberg bis zur Untersekunda (1913–1923) folgte bis 1926 ein Studium an der Düsseldorfer Kunstakademie unter Heinrich Nauen, Johan Thorn-Prikker und Carl Ederer. Mit seinem Freund, dem Bildhauer Curt Beckmann, unternahm er anschließend eine Reise nach Italien. Von 1926 bis 1928 setzte er sein Studium an der freien Académie de la Grande Chaumière in Paris fort.
Danach lebte Janssen bis 1930 als freischaffender Künstler in Düsseldorf. In dieser Zeit waren die Maler Bruno Goller und Oswald Petersen engere Freunde. Seine erste Einzelausstellung fand im Jahr 1932 bei Alfred Flechtheim statt.
Drei Jahre später, 1935, hatte sein Vater die geerbte Immobilie der Villa Leiffmann in Düsseldorf-Golzheim an die Stadt Düsseldorf veräußert und beim Verkauf die Bedingung gestellt, dass eine „Künstlersiedlung“ mit preiswertem Wohnraum für Düsseldorfer Künstler gebaut werden müsse. Im Rahmen der Reichsausstellung Schaffendes Volk und deren Golzheimer Siedlung entstand dieses Projekt ab 1935 tatsächlich. Im selben Jahr, zwei Jahre nach Machtübernahme der Nationalsozialisten, erfolgte der Ausschluss aus der Reichskammer der bildenden Künste. Das Mal- und Ausstellungsverbot aus rassischen Gründen – durch seinen Großvater mütterlicherseits und seine Großmutter väterlicherseits galt er nach den Nürnberger Gesetzen als „jüdischer Mischling“, die Reichskammer der bildenden Künste verbot ihm am 28. Februar 1935 die Berufsausübung als Maler und Grafiker – umging er durch Aufenthalte in Spanien, ab 1936 in Italien, 1937 in Amerika und von 1938 bis 1939 in England.
In der 1937 eröffneten Golzheimer Siedlung, damals „Schlageterstadt“ genannt, erhielt Peter Janssen kein Atelier.
Im Jahr 1940 ging er zum Militärdienst in Leipzig. In dieser Zeit wurde er als Dolmetscher einer italienischen Flugstaffel zugeteilt. Als dort herauskam, dass er „jüdischer Mischling“ war, erfolgte seine Entlassung aus dem Militärdienst. Zwischen 1941 und 1944 hielt er sich illegal in Berlin auf, in Baden-Baden, in der Eifel und in Robertville (Belgien), wohin sich seinerzeit auch der Maler Artur Erdle zurückgezogen hatte. Am 11. November 1944 wurde er verhaftet und in das Arbeitslager Lönnewitz deportiert. Im Jahr 1945 gelang ihm die Flucht aus dem Lager und der Unterschlupf in Düsseldorf.
Unmittelbar nach dem Zweiten Weltkrieg beteiligte er sich 1945 an der Gründung der Galerie Hella Nebelung. 1946 zeigte er seine Werke in einer ersten Einzelausstellung nach dem Krieg. Von 1948 bis 1956 arbeitete und lebte Janssen im „Atelier 7“ im Künstlergemeinschaftshaus in der Franz-Jürgens-Straße 12 in der Golzheimer Siedlung.
1957 wurde Janssen an die Hochschule für Bildende Kunst nach Berlin berufen, wo er auch nach seiner Emeritierung (1971) blieb und als freischaffender Künstler wirkte. Er starb im Jahr 1979 kurz vor Vollendung seines 72. Lebensjahres. Aus einer ersten, im Jahr 1930 mit Ida Marie Rödmann geschlossenen, Ende der 1930er Jahre geschiedenen Ehe entstammt die 1932 geborene Tochter Monica. Aus seiner im Jahr 1939 geschlossenen zweiten Ehe mit Ellen Meißner ging die 1942 geborene Tochter Nikola hervor. Seine dritte Ehe war er 1949 mit Elsa Graf, geb. Warsinsky, eingegangen.

## Werk
Janssen konzentrierte sich vorwiegend auf Landschaften, Stadtansichten und Stillleben. Neben Ölgemälden fertigte er auch Zeichnungen und Aquarelle an. Unter seinen Städtebildern befinden sich Ansichten von Bonn, Düsseldorf, Paris und Barcelona. Seine früheren Werke, beispielsweise Atelier ohne Maler (1946) oder Ateliergarten (1946), zeugen von einer in Paris geschulten impressionistischen und skizzenhaften Malweise. Spätere Arbeiten der Berliner Zeit, etwa Fünf Gläser (1969) oder Roter Hut 3. Fassung (1974), richtete er dagegen expressiver und symbolhafter aus. Häufig zeigen seine Bilder alltägliche Gegenstände wie Hüte, Gläser oder Flaschen und zeichnen sich durch einen klar strukturierten Bildaufbau sowie eine großflächig vereinfachende und lineare Darstellung aus. Seine Motive stilisierte er bis zum Ornament und verlieh ihnen Rhythmus und Symmetrie. Bis auf wenige Ausnahmen blieb er der gegenständlichen Malerei verhaftet. Insgesamt nimmt sein Œuvre eine Position zwischen Tradition und Moderne ein und zeigt eine Entwicklung vom Spätimpressionismus zu einer flächig ornamentalen Malerei.
Seine Arbeiten wurden in mehreren Ausstellungen im In- und Ausland gezeigt und sind in der Berlinischen Galerie Berlin, in der Artothek des Neuen Berliner Kunstvereins (NBK), im Rheinischen Landesmuseum Bonn, im Stadtmuseum Düsseldorf, im Museum Kunstpalast Düsseldorf und in Sammlung des ZDF in Mainz vertreten.

## Auszeichnungen
- 1952: Cornelius-Preis der Stadt Düsseldorf
- 1955: Erster Preis im Düsseldorfer Wettbewerb „Die deutsche Stadt im Bild“ mit dem Gemälde Die Düsseldorfer Königsallee